# NT5E
Экто-5'-нуклеотидаза (англ. Ecto-5'-nucleotidase; NT5E; КФ 3.1.3.5) — фермент нуклеотидаза, продукт гена человека NT5E. Расщепляет аденозинмонофосфат (АМФ) до аденозина.

## Функции
Экто-5'-нуклеотидаза NT5E катализирует при нейтральном pH преобразование пуриновых 5-прайм-мононуклеотидов до нуклеозидов, предпочтительным субстратом фермента является АМФ. Фермент представляет собой димерный белок. Каждый мономер с молекулярной массой 70 кДа заякорен на внешней стороне клеточной мембраны за счёт гликозилфосфатидилинозитола. Фермент используется как маркёр лимфоцитарной дифференцировки. Недостаточность NT5E возникает при ряде иммунодефицитных состояний.
В цитоплазме и в лизосомах есть и другие 5'-нуклеотидазы, отличающиеся от NT5E субстраной специфичностью, необходимостью бивалентных ионов магния, активацией АТФ и ингибированием фосфатами. Редкий аллельный вариант NT5E ассоциирован с синдромом кальцификации суставов и артерий, при котором поражаются, в частности, подвздошная, бедренная и берцовые артерии, что приводит к пониженному кровоснабжению нижних конечностей и суставов рук и вызывает боли в суставах.